# Karl Richter (Literaturwissenschaftler)
Karl Richter (* 22. Dezember 1936 in Warnsdorf, Tschechoslowakei) ist ein deutscher Philologe und Literaturwissenschaftler. Von 1973 bis 2002 war er Professor für neuere deutsche Literaturwissenschaft und Lehrstuhlinhaber an der Universität des Saarlandes in Saarbrücken.

## Leben
Karl Richter wurde 1936 als Sohn von Emma Richter, geborene Domayer, und des Bürgerschuldirektors Karl Richter geboren und wuchs im Sudetenland auf. Nach der Vertreibung und dem Abitur 1956 am Gymnasium in Oberstdorf nahm er sein Studium der Germanistik, Geschichte und Geographie an der Ludwig-Maximilians-Universität München auf und war Stipendiat der Stiftung Maximilianeum in München. Im Jahr 1966 erfolgte die Promotion mit einer Dissertation zum Thema Resignation – eine Studie zum Werk Fontanes, 1970 die Habilitation mit der Arbeit Literatur und Naturwissenschaft. Eine Studie zur Lyrik der Aufklärung. Von 1965 bis 1972 war Richter wissenschaftlicher Assistent, 1972 bis 1973 Dozent. 1973 wurde Richter auf den Lehrstuhl für Neuere Deutsche Philologie und Literaturwissenschaft an die Universität des Saarlandes berufen. 2002 wurde er emeritiert.
Neben seiner Lehrtätigkeit beschäftigte sich Karl Richter insbesondere mit der Goetheforschung. Zu seinen wichtigsten Veröffentlichungen gehört die sogenannte Münchener Ausgabe sämtlicher Goethe-Veröffentlichungen in 20 Bänden (in 31 Teilbänden), die 1999 abgeschlossen werden konnte. Insgesamt veröffentlichte er über 100 verschiedene Arbeiten.
Sein besonderes Augenmerk gilt seit längerem interdisziplinären Fragestellungen, die er beispielsweise in seinem Buchprojekt „Lyrik- und Naturwissenschaft in Goethes Spätwerk“ verfolgt. Spätestens seit dem Ende seiner aktiven Lehrtätigkeit stellt Richter sich in den Dienst einer demokratischen Bürgerkultur. So war er lange Zeit Sprecher der Bürgerinitiative Saarländisches Staatstheater und auch im Bündnis saarländischer Bürgerinitiativen Mobilfunk. In der Schriftenreihe der im Mai 2007 gegründeten mobilfunkkritischen Kompetenzinitiative zum Schutz von Mensch, Umwelt und Demokratie ist er Mitherausgeber der Schriftenreihe, die Anfang 2010 ihre vierte Veröffentlichung herausgegeben hat.
Er begründete mit Franz Adlkofer die Stiftung Pandora. Die Stiftung möchte mit dazu beitragen, dass dem Schutz von Mensch und Natur Vorrang vor den Interessen von Politik und Industrie eingeräumt wird. Dazu muss staatlichen und industriellen Institutionen das Primat der Forschung streitig gemacht werden. 
Karl Richter ist evangelisch, seit 1963 mit Barbara Richter, geborene Linke, verheiratet, lebt in St. Ingbert und hat zwei Kinder (Stefan und Corinna).

## Auszeichnungen
- 2001: Goldene Goethe-Medaille der Goethe-Gesellschaft Weimar

## Veröffentlichungen (Auswahl)
- Resignation. Eine Studie zum Werk Theodor Fontanes (= Studien zur Poetik und Geschichte der Literatur. 1, ISSN 0585-6159). Kohlhammer, Stuttgart u. a. 1966, (Zugleich: München, Universität, Dissertation, vom 9. September 1966).
- Literatur und Naturwissenschaft. Eine Studie zur Lyrik der Aufklärung (= Theorie und Geschichte der Literatur und der schönen Künste. Texte und Abhandlungen. 19, ISSN 0563-4415). Fink, München 1972, (Zugleich: München, Universität, Habilitations-Schrift, 1970).
- als Herausgeber mit Jörg Schönert: Klassik und Moderne. Die Weimarer Klassik als historisches Ereignis und Herausforderung im kulturgeschichtlichen Prozeß. Walter Müller-Seidel zum 65. Geburtstag. Metzler, Stuttgart 1983, ISBN 3-476-00534-8.